# W barré diagonalement
Ne doit pas être confondu avec ₩.
W barré diagonalement (majuscule : W̸, minuscule : w̸) est une lettre additionnelle de l’alphabet latin qui est utilisée dans certaines transcriptions phonétiques.
Cette lettre est formée d’un w diacrité avec une barre diagonale inscrite. Il n’est pas à confondre avec la lettre w barré horizontalement ‹ w › ou le symbole monétaire du won sud coréen ‹ ₩ ›.

## Utilisation
Le w barré diagonalement a été utilisé en moyen bas allemand dans certains manuscrits, en particulier de Mecklenbourg et Wismar, par exemple dans Elmenow̸, Bordenow̸, Russow̸, jw̸ (pour juw̸) ; cependant la barre diagonale dans ces manuscrits ne semble pas modifier la prononciation de la lettre et il est possible que le scribe ait voulu barrer le o ou u précédant le w dans ses mots.

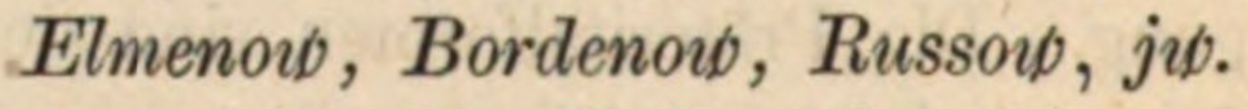
Mots avec w barré diagonalement dans Lübben 1882.

Dans certains manuscrits du XVe siècle, le w barré est utilisé dans l’abréviation ‹ w̸ꝰ › pour versus.
Certains auteurs dont Cristina Monzón et Andrew Roth Seneff ont utilisé le w barré diagonalement comme symbole phonétique pour la description du nahuatl, pour représenter une consonne spirante labio-vélaire voisée non-arrondie, notée [w͍] ou [ɰᵝ] avec l’alphabet phonétique international.

## Représentation informatique
Le W barré ne possède pas de caractères propre dans Unicode ou d’autres codages informatiques standardisés.
Il peut être représenté de manière approximative à l’aide du caractère du W et du caractère combinant U+0338 diacritique barre oblique longue couvrante : W̸ et w̸.